# The Unforgettable Fire
A U2 negyedik albuma The Unforgettable Fire címmel jelent meg, 1984-ben. Ez volt az első lemezük, melynek elkészítésében Brian Eno és Daniel Lanois volt a segítségükre. A cím egy a hiroshimai és nagaszaki atombomba-támadást túlélők által készített festménysorozatra utal.
A felvételeket a Slane Castle-ben kezdték el – ahol majd' húsz évvel később, 2003-ban koncertet is adtak (U2 Go Home [DVD]) –, és megszokott stúdiójukban, a dublini Windmill Lane-ben fejezték be. A lemez borítóján azonban nem a Slane, hanem a Moydrum kastély látható. 
Az albumhoz kapcsolódik az 1985-ben kiadott Wide Awake in America EP, élő felvételekkel és Észak-Amerikában meg nem jelent B-oldali számokkal.

## Dalok
1. A Sort of Homecoming (5:28)
2. Pride (In the Name of Love) (3:48)
3. Wire (4:19)
4. The Unforgettable Fire (4:55)
5. Promenade (2:35)
6. 4th of July (2:12)
7. Bad (6:09)
8. Indian Summer Sky (4:17)
9. Elvis Presley and America (6:23)
10. MLK (2:31)

1995-ben a Mobile Fidelity Sound Lab újrakeverte az albumot – ezen a kiadáson több szám hossza is eltér az eredetitől (például az instrumentális 4th of July 27 másodperccel hosszabb).

## Előadók
- Bono – ének
- The Edge – gitár, billentyűsök, ének
- Adam Clayton – basszusgitár
- Larry Mullen, Jr. – dob
- Brian Eno és Daniel Lanois – vokál, további hangszerek, hanghatások

## Külső hivatkozások
- U2 Wanderer diszkográfia
- U2-Vertigo-Tour.com – Az Unforgettable Fire turnéján játszott számok
- Three Sunrises – a lemez dalairól